# Apadana
Apadana (Skabelon:Lang-ir) var navnet på den store tilskuerhal med 72 søjler i Persepolis.
Paladset hørte til Persepolis' ældste bygninger og er bygget i det 5. århundrede f.Kr. som en del af Dareios 1.s plan. Paladset blev færdiggjort af Xerxes 1. af Persien.
Apadana var oldpersisk for palads og bruges på arabisk: fadan og armensk: aparan-kh.

## Eksterne Henvisninger
- http://www.persepolis3d.com/control_structures/apadana.htm Arkiveret 16. juli 2011 hos  Wayback Machine (engelsk)

| Historie | Spire Denne historieartikel er en spire som bør udbygges. Du er velkommen til at hjælpe Wikipedia ved at udvide den. |

29°56′07″N 52°53′23″Ø / 29.93517°N 52.88967°Ø